# Rack

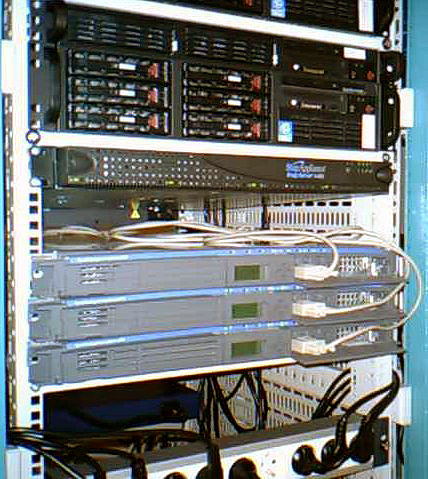
Několik serverů Wikipedie, umístěných do racku ve Francii

Rack (česky rozvaděč) je standardizovaný systém umožňující přehlednou montáž a propojování různých elektrických a elektronických zařízení spolu s vyústěním kabelových rozvodů do sloupců nad sebe v ocelovém rámu nebo skříni. Do racku lze umisťovat například různé prvky telefonních a počítačových sítí (routery, switche), počítačové servery, ale i součásti zvukové aparatury (zesilovače a zvukové efekty apod.) a další přístroje. Systém odpovídá normám EIA 310-D, IEC 60297, DIN 41494, SC48D.

## Charakteristika
Nejrozšířenější šířka racku je 19" (palců), případně poloviční 10" (anglicky half-rack). Rack je tvořen skříní se dvěma svislými kovovými lištami (kolejnicemi), které jsou na šířku od sebe vzdáleny přibližně 18" (457 mm). V kolejnicích jsou předem vytvořené čtvercové nebo kulaté otvory, které jsou na šířku necelých 19" (přesně 465 mm). Maximální šířka vkládaných zařízeni včetně "uší" pro montáž je právě 19" (483 mm). Skříně jsou hluboké standardně 36" (914,4 mm), což je objem 974 litrů (téměř celý kubický metr). nejčastěji 60 cm (pro velké servery také 80, 90 nebo 100 cm, přičemž mají vzadu druhou sadou lišt). Pro snadnější manipulaci či opravy se používají výsuvné ližiny (kolejnice).
Výškově je rack členěn na jednotky (U) o výšce 1,75" (44,45 mm). Pro jednu U jsou v rámu tři otvory (střední se obvykle nepoužívá). Zařízení montovaná do rámu mají po stranách úchytky s otvory o stejné rozteči, a jejich výška odpovídá násobku U (typicky 1U, 2U, 4U), blade servery až 10U. Podle průmyslového standardu má rack výšku 42U (téměř 2 metry), v datových centrech se používají i vyšší, běžně také poloviční výšky 21U. Existují i nižší skříně výšky 18U, 15U, 12U, 9U, 6U a 4U. 
Orientační výšky rozvaděčů (skříň bez nohou) podle počtu U. Může se lišit podle provedení a výrobce:
- 47U	 2194 mm
- 45U	 2105 mm
- 42U	 1970 mm
- 37U	 1750 mm
- 32U	 1525 mm
- 27U	 1300 mm
- 22U	 1080 mm
- 18U	 900 mm
- 15U	 770 mm
- 12U	 580 mm, 635 mm
- 10U	 570 mm
- 9U	 463 mm, 500 mm
- 6U	 320 mm, 370 mm
- 5U	 310 mm
- 4U	 230 mm, 280 mm

Orientační hloubky rozvaděčů. Může se lišit podle provedení a výrobce: 260 mm, 295 mm, 360 mm, 395 mm, 400 mm, 460 mm, 495 mm, 515 mm, 595 mm, 615 mm.
Orientační šířky rozvaděčů. Může se lišit podle provedení a výrobce: 10" half-rack (310 mm), 19" rack (550 mm, 570 mm, 600 mm).
Rozvaděče pro systémy Rack určené pro hudební nebo zvukové aparatury jsou vyrobeny z hliníku kvůli požadavkům na co nejnižší hmotnost.

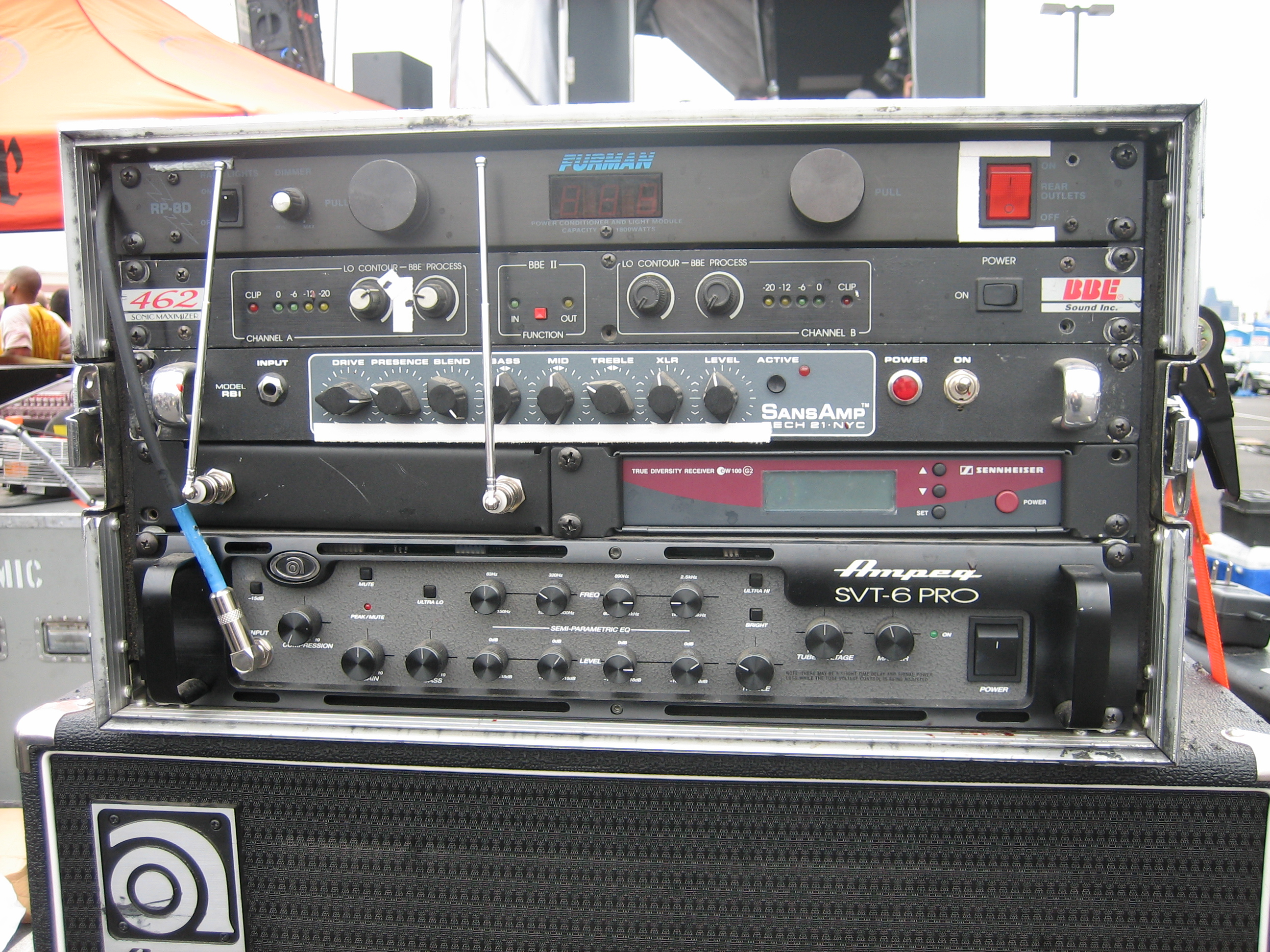
Rack s přístroji pro basovou kytaru polské skupiny Behemoth